# Решётка Пеннета
Решётка Пеннета, или решётка Паннета, — 2D-таблица, предложенная английским генетиком Реджинальдом Паннетом (1875—1967) в качестве инструмента, представляющего собой графическую запись для определения сочетаемости аллелей из родительских генотипов. Вдоль одной стороны квадрата расположены женские гаметы, вдоль другой — мужские. Это позволяет легче и нагляднее представить генотипы, получаемые при скрещивании родительских гамет.

## Моногибридное скрещивание
В этом примере оба организма имеют генотип Bb. Они могут производить гаметы, содержащие аллель B или b (первая означает доминантность, вторая — рецессивность). Вероятность потомка с генотипом ВВ составляет 25 %, Bb — 50 %, bb — 25 %.
|           |   | Материнские | Материнские |
| B         | b |             |             |
| --------- | - | ----------- | ----------- |
| Отцовские | B | BB          | Bb          |
| Отцовские | b | Bb          | bb          |

Фенотипы же получаются в сочетании 3:1. Классический пример — окраска шерсти крысы: например, B — чёрная шерсть, b — белая. В таком случае 75 % потомства будет иметь чёрную шерсть (BB или Bb), тогда как только 25 % будет иметь белую (bb).

## Дигибридное скрещивание
Следующий пример иллюстрирует дигибридное скрещивание между гетерозиготными растениями гороха. A представляет доминирующую аллель по признаку формы (круглый горох), a — рецессивную аллель (морщинистый горох). B представляет доминирующую аллель по признаку цвета (жёлтый горох), b — рецессивную аллель (зелёный). Если каждое растение имеет генотип AaBb, то, поскольку аллели по признаку формы и цвета независимы, может быть четыре типа гамет при всех возможных сочетаниях: AB, Ab, aB и ab.
|    | AB   | Ab   | aB   | ab   |
| -- | ---- | ---- | ---- | ---- |
| AB | AABB | AABb | AaBB | AaBb |
| Ab | AABb | AAbb | AaBb | Aabb |
| aB | AaBB | AaBb | aaBB | aaBb |
| ab | AaBb | Aabb | aaBb | aabb |

Соотношение в общем количестве получаемых в опыте растений по цвету и форме их плодов (горошин), составляет приблизительно 9 частей с круглыми жёлтыми плодами, приблизительно 3 части с круглыми зелёными, приблизительно 3 части с морщинистыми жёлтыми, приблизительно 1 часть с морщинистыми зелёными плодами. Фенотипы в дигибридном скрещивании сочетаются в соотношении 9:3:3:1.

## Древовидный метод
Существует и альтернативный, древовидный метод, но он не отображает генотипы гамет верно:
Его выгодно использовать при скрещивании гомозиготных организмов: